# Sofía de Borbón y Ortiz

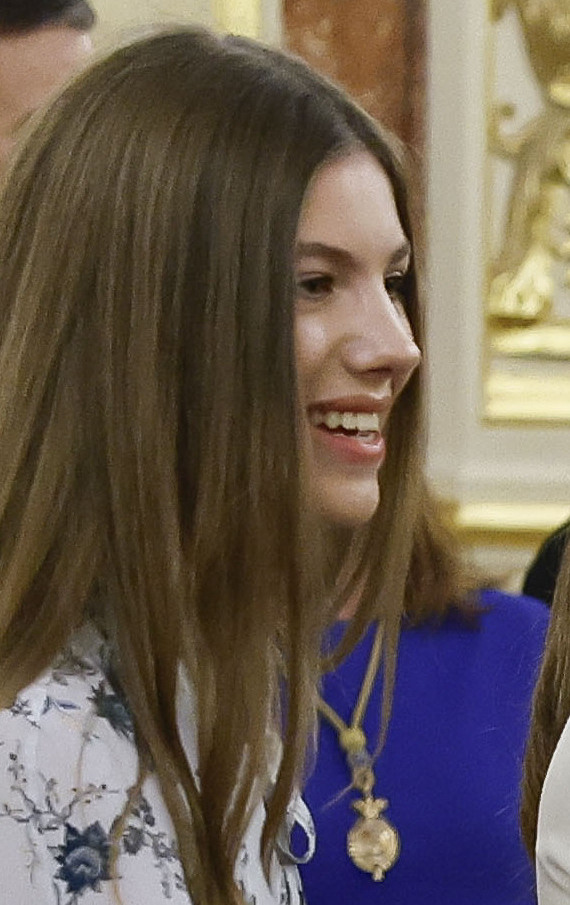
Sofía von Spanien (2023)

Sofía von Spanien (Sofía de Todos los Santos de Borbón y Ortiz, * 29. April 2007 in Madrid, Spanien) ist die zweite Tochter des spanischen Königs Felipe VI. und seiner Frau Königin Letizia. Sofía steht auf dem zweiten Platz in der spanischen Thronfolge nach ihrer älteren Schwester Infantin Leonor, Fürstin von Asturien. Als Tochter des Königs wird sie als Königliche Hoheit, Infantin von Spanien, angesprochen.

## Leben

### Geburt und Taufe
Infantin Sofia wurde als zweite Tochter des damaligen Kronprinzenpaares Felipe und Letizia am 29. April 2007 im Hospital Ruber Internacional in Madrid geboren.
Die Infantin wurde am 15. Juli 2007 im Zarzuela-Palast durch den Erzbischof von Madrid Antonio Rouco Varela getauft. Wie bei ihrem Vater 1968 wurde gemäß der Familientradition Wasser des Jordan verwendet. Ihrem Vornamen wurde nach Tradition der Bourbonen de Todos los Santos („von Allen Heiligen“) hinzugesetzt. Taufpaten waren ihre Großmutter mütterlicherseits, Paloma Rocasolano Rodríguez und Konstantin Sakskoburggotski, Sohn des ehemaligen Zaren Simeon II. von Bulgarien. Sofía ist nach ihrer Großmutter, Königin Sophia, benannt.

### Schulbesuch
Infanta Sofia begann ihre Schulausbildung am 15. September 2010 an der Schule Santa María de los Rosales im Madrider Stadtteil Aravaca. Auch ihre ältere Schwester und ihr Vater haben diese Schule besucht.
Im Februar 2023 wurde bekannt, dass Infantin Sofia im Sommer 2023 auf das walisische Elite-Internat Atlantic College (St. Donat’s Castle) wechseln wird. Auch ihre Schwester und Prinzessin Alexia der Niederlande waren schon auf dieser Schule.

## Vorfahren
| Ahnentafel Infantin Leonor de Todos los Santos de Borbón Ortiz | Ahnentafel Infantin Leonor de Todos los Santos de Borbón Ortiz                                                                   | Ahnentafel Infantin Leonor de Todos los Santos de Borbón Ortiz                                                                   | Ahnentafel Infantin Leonor de Todos los Santos de Borbón Ortiz                                    | Ahnentafel Infantin Leonor de Todos los Santos de Borbón Ortiz                                                                | Ahnentafel Infantin Leonor de Todos los Santos de Borbón Ortiz                            | Ahnentafel Infantin Leonor de Todos los Santos de Borbón Ortiz                            | Ahnentafel Infantin Leonor de Todos los Santos de Borbón Ortiz                                  | Ahnentafel Infantin Leonor de Todos los Santos de Borbón Ortiz                                  |
| -------------------------------------------------------------- | --- | --- | ------------------------------------------------------------------------------------------------- | --- | ----------------------------------------------------------------------------------------- | ----------------------------------------------------------------------------------------- | ----------------------------------------------------------------------------------------------- | ----------------------------------------------------------------------------------------------- |
| Ururgroßeltern                                                 | König Alfons XIII. (1886–1941) ⚭ 1906 Prinzessin Victoria Eugénie von Battenberg (1887–1969)                                     | Prinz Karl Maria von Neapel-Sizilien (1870–1949) ⚭ 1907 Prinzessin Luise Franziska von Orléans (1882–1958)                       | König Konstantin I. von Griechenland (1868–1923) ⚭ 1889 Prinzessin Sophie von Preußen (1870–1932) | Prinz Ernst August von Hannover, Herzog von Braunschweig (1887–1953) ⚭ 1913 Prinzessin Viktoria Luise von Preußen (1892–1980) | José Ortiz Pool ⚭ Carmen Velasco Gutiérrez                                                | Eulalio Álvarez de la Fuente ⚭ Plácida del Valle Arribas (* 1900)                         | Miguel Rocasolano Cebrián ⚭ 1901 María Camacho Rodríguez                                        | Enrique Rodríguez ⚭ María Paloma Figueredo                                                      |
| Urgroßeltern                                                   | Prinz Johann von Spanien, Graf von Barcelona (1913–1993) ⚭ 1935 Prinzessin Maria de las Mercedes von Neapel-Sizilien (1910–2000) | Prinz Johann von Spanien, Graf von Barcelona (1913–1993) ⚭ 1935 Prinzessin Maria de las Mercedes von Neapel-Sizilien (1910–2000) | König Paul von Griechenland (1901–1964) ⚭ 1938 Prinzessin Friederike von Hannover (1917–1981)     | König Paul von Griechenland (1901–1964) ⚭ 1938 Prinzessin Friederike von Hannover (1917–1981)                                 | José Luis Ortiz Velasco (1923–2005) ⚭ 1949 María del Carmen Álvarez del Valle (1928–2021) | José Luis Ortiz Velasco (1923–2005) ⚭ 1949 María del Carmen Álvarez del Valle (1928–2021) | Francisco Julio Rocasolano Camacho (1918–2015) ⚭ 1950 Enriqueta Rodríguez Figueredo (1919–2008) | Francisco Julio Rocasolano Camacho (1918–2015) ⚭ 1950 Enriqueta Rodríguez Figueredo (1919–2008) |
| Großeltern                                                     | König Juan Carlos I. (* 1938) ⚭ 1962 Prinzessin Sophia von Griechenland (* 1938)                                                 | König Juan Carlos I. (* 1938) ⚭ 1962 Prinzessin Sophia von Griechenland (* 1938)                                                 | König Juan Carlos I. (* 1938) ⚭ 1962 Prinzessin Sophia von Griechenland (* 1938)                  | König Juan Carlos I. (* 1938) ⚭ 1962 Prinzessin Sophia von Griechenland (* 1938)                                              | Jesús José Ortiz Álvarez (* 1949) ⚭ 1971 María Paloma Rocasolano Rodríguez (* 1952)       | Jesús José Ortiz Álvarez (* 1949) ⚭ 1971 María Paloma Rocasolano Rodríguez (* 1952)       | Jesús José Ortiz Álvarez (* 1949) ⚭ 1971 María Paloma Rocasolano Rodríguez (* 1952)             | Jesús José Ortiz Álvarez (* 1949) ⚭ 1971 María Paloma Rocasolano Rodríguez (* 1952)             |
| Eltern                                                         | König Felipe VI. (* 1968) ⚭ 2004 Letizia Ortiz Rocasolano (* 1972)                                                               | König Felipe VI. (* 1968) ⚭ 2004 Letizia Ortiz Rocasolano (* 1972)                                                               | König Felipe VI. (* 1968) ⚭ 2004 Letizia Ortiz Rocasolano (* 1972)                                | König Felipe VI. (* 1968) ⚭ 2004 Letizia Ortiz Rocasolano (* 1972)                                                            | König Felipe VI. (* 1968) ⚭ 2004 Letizia Ortiz Rocasolano (* 1972)                        | König Felipe VI. (* 1968) ⚭ 2004 Letizia Ortiz Rocasolano (* 1972)                        | König Felipe VI. (* 1968) ⚭ 2004 Letizia Ortiz Rocasolano (* 1972)                              | König Felipe VI. (* 1968) ⚭ 2004 Letizia Ortiz Rocasolano (* 1972)                              |
| Infantin Sofía (* 2007)                                        | | |                                                                                                   | |                                                                                           |                                                                                           |                                                                                                 |                                                                                                 |